# 극단 이누카레
극단 이누카레(일본어: 劇団イヌカレー, Gekidan Inu Curry)는 전 가이낙스 출신 애니메이터 시라이시 아유미(白石亜由美) 산하의 애니메이션 극단이다. 2시로이누(2白犬)와 전 TANTO 2D 화가 아나이 요스케(穴井洋輔)를 도로이누(泥犬)라는 이름으로 명명했다. 이들은 마법소녀 마도카☆마기카 시리즈의 프로덕션 디자인 작업과 마리아†홀릭 및 토끼 드롭스의 엔딩 크레딧 시퀀스 제작으로 유명하다. 이들은 또한 월간 뉴타입의 사카모토 마아야의 만푸쿠론 컬럼에 정기적으로 삽화를 기고하고 있다. 도로이누는 2020년 1월부터 방송을 시작한 마기아 레코드 마법소녀 마도카☆마기카 외전 애니메이션의 감독과 각본을 맡았다.